# ستومانتسی
ستومانتسی (به بلغاری: Stomantsi) یک منطقهٔ مسکونی در بلغارستان است که در شهرستان کیرکوفو واقع شده‌است.